# Dhatsyndroom
Het dhatsyndroom of kortweg dhat (ICD-10-code F48.8) is een psychische aandoening die voorkomt bij bepaalde culturen in India. De naam is afkomstig uit het Sanskriet: dhatu betekent levenssap. Het betreft de angst om vitale krachten te verliezen door spermaverlies. De angst neemt soms hypochondrische vormen aan. Ook kan een sterk schuldgevoel optreden als de persoon bijvoorbeeld vermoedt te veel te hebben gemasturbeerd. 
Lichamelijk is doorgaans sprake van een gevoel van zwakte en uitputting, vroegtijdige zaadlozing, impotentie en angst om sperma via de urine te lozen. Soms meldt de persoon het gevoel te hebben dat de penis kleiner is geworden.
De aandoening wordt het meest gerapporteerd bij jonge mannen, maar vergelijkbare angstsymptomen kunnen optreden bij vrouwen met een overmatige productie van vaginaal vocht, dat in de betreffende culturen ook als vitaal wordt beschouwd.
Of het dhatsyndroom vaststaat als typisch cultuurgebonden syndroom is een punt van discussie. Sommige wetenschappers zijn van mening dat de aandoening gezien kan worden als uiting van een breder gedefinieerd syndroom dat spermaverliesangst wordt genoemd. Hiertoe zouden dan aandoeningen als jiryan (India), sukra prameha (Sri Lanka) en shen-k'uei (China) gerekend kunnen worden. 